# 巴泰莱蒙莱博泽蒙
巴泰莱蒙莱博泽蒙（法語：Bathelémont）是法国默尔特-摩泽尔省的一个市镇，属于吕内维尔区（Lunéville）阿尔拉库尔县（Arracourt）。该市镇总面积6.6平方公里，2009年时的人口为60人。

## 人口
巴泰莱蒙莱博泽蒙人口变化图示